# Émilie Fer
Émilie Fer (ur. 17 lutego 1983) – francuska kajakarka górska. Złota medalistka olimpijska z Londynu.
Zawody w 2012 były jej drugimi igrzyskami olimpijskimi, debiutowała w Pekinie cztery lata wcześniej (7. miejsce). Po medal sięgnęła w rywalizacji kajakarek w jedynce. W 2006 była drużynową mistrzynią świata. Indywidualnie była wicemistrzynią Europy w 2009. W drużynie zajęła drugie miejsce w 2012.